# Liste des stations de radio internationale
Cet article propose une liste des stations de radio internationale partielle. La radiodiffusion internationale est l'émission de programmes internationaux destinés à être reçus directement par le public en général,,. Les programmes des stations peuvent être diffusés par ondes courtes, FM, satellite, internet (webradio) ou par radiodiffusion numérique terrestre, comme en France depuis 2020.

## Afrique
| Pays                   | Station                                    |
| ---------------------- | ------------------------------------------ |
| Afrique du Sud         | Channel Africa                             |
| Algérie                | Radio algérienne                           |
| Algérie                | Ifrikya FM                                 |
| Gabon                  | Africa no 1                                |
| Guinée équatoriale     | Radio Africa 2                             |
| Guinée équatoriale     | Radio East Africa                          |
| Libye                  | Voice of Africa                            |
| Maroc (avec la France) | Médi 1 (Radio Méditerranée Internationale) |
| Nigeria                | Voice of Nigeria                           |
| Tunisie                | Radio Tunis chaîne internationale          |
| Tunisie (Privé)        | Mosaique FM                                |

## Europe
| Pays                                | Nom                                            |
| ----------------------------------- | ---------------------------------------------- |
| Albanie                             | Radio Tirana                                   |
| Allemagne                           | Deutsche Welle                                 |
| Belgique (francophone)              | RTBF International                             |
| Belgique (néerlandophone)           | Radio Vlaanderen Internationaal                |
| Bulgarie                            | Radio Bulgarie                                 |
| Chypre                              | Troisième programme                            |
| Croatie                             | Glas Hrvatske - Voice of Croatia (en)          |
| Espagne                             | Radio Exterior de España                       |
| France                              | Radio France internationale                    |
| France                              | Radio For Peace International                  |
| France (pour le Moyen-Orient)       | Monte Carlo Doualiya                           |
| Grèce                               | Voix de la Grèce                               |
| Hongrie                             | Radio Budapest                                 |
| Irlande                             | RTÉ Radio 1 (en)                               |
| Moldavie                            | Radio Moldova Internațional                    |
| Norvège                             | Democratic Voice of Burma                      |
| Pays-Bas                            | RNW Media (en)                                 |
| Pologne                             | Radio Polonia                                  |
| Portugal                            | RDP Internacional (en)                         |
| République tchèque                  | Radio Prague                                   |
| République turque de Chypre du Nord | Bayrak International (en)                      |
| Roumanie                            | Radio Roumanie Internationale                  |
| Royaume-Uni                         | BBC World Service                              |
| Slovaquie                           | Radio Slovaquie Internationale                 |
| Slovénie                            | Radio Slovenia International (en)              |
| Suède                               | Sveriges Radio International                   |
| Suisse                              | Swissinfo                                      |
| Turquie                             | Voix de la Turquie                             |
| Ukraine                             | Radio Ukraine International                    |
| Vatican                             | Radio Vatican                                  |
| Pays                                | Ancienne station                               |
| Autriche                            | Ö1 International (en)                          |
| Biélorussie                         | Radio Station Belarus (en)                     |
| Finlande                            | YLE Radio Finland                              |
| Italie                              | Radio RAI International                        |
| Malte (avec la Libye)               | Voice of the Mediterranean                     |
| Norvège                             | Radio Norway International                     |
| RDA                                 | Radio Berlin International                     |
| Serbie                              | Radio Serbie                                   |
| Suisse                              | Radio Suisse Internationale                    |
| URSS, Russie                        | Radio Moscou, La Voix de la Russie (1929-2014) |

## Amériques
| Pays                            | Station                    |
| ------------------------------- | -------------------------- |
| Argentine                       | RAE Argentina al Mundo     |
| Brésil                          | Rádio Nacional do Brasil   |
| Canada                          | Radio Canada International |
| Cuba                            | Radio Habana Cuba          |
| Équateur                        | HCJB                       |
| États-Unis                      | Voice of America           |
| États-Unis (pour l'Asie)        | Radio Free Asia            |
| États-Unis (pour l'Afghanistan) | Radio Free Afghanistan     |
| États-Unis (pour l'Europe)      | Radio Free Europe          |

## Asie
| Pays                          | Station                            |
| ----------------------------- | ---------------------------------- |
| Corée du Nord                 | Voice of Korea                     |
| Corée du Sud                  | KBS World Radio                    |
| Inde                          | All India Radio                    |
| Iran                          | IRIB Service Extérieur             |
| Israël                        | Voix d'Israël                      |
| Japon                         | NHK World                          |
| Mongolie                      | Voice of Mongolia                  |
| Pakistan                      | Radio Pakistan                     |
| République populaire de Chine | China Radio International          |
| Thaïlande                     | HSK9-Radio Thailand                |
| Singapour                     | Radio Singapore International      |
| Sri Lanka                     | Sri Lanka Broadcasting Corporation |
| Taïwan                        | Radio Taiwan International         |
| Vietnam                       | Radio Voice of Vietnam             |

## Océanie
| Pays             | Station                         |
| ---------------- | ------------------------------- |
| Australie        | Radio Australie                 |
| Nouvelle-Zélande | Radio New Zealand International |

## Bandes de radiodiffusion
Bandes de radiodiffusion en haute fréquence :
- Bande des 75 mètres : 3 900 kHz à 4 000 kHz, radiodiffusion régionale
- Bande des 49 mètres : 5 900 kHz à 6 200 kHz, radiodiffusion régionale « BE » Bande Étalée ou est nommé « BC » pour radiodiffusion en Bande dans un Continent sur des anciens récepteurs radios.
- Bande des 41 mètres : 7 200 kHz à 7 450 kHz, radiodiffusion mondiale
- Bande des 31 mètres : 9 400 kHz à 9 900 kHz, radiodiffusion mondiale
- Bande des 25 mètres : 11 600 kHz à 12 100 kHz, radiodiffusion mondiale
- Bande des 22 mètres : 13 570 kHz à 13 870 kHz, radiodiffusion mondiale
- Bande des 19 mètres : 15 100 kHz à 15 800 kHz, radiodiffusion mondiale
- Bande des 16 mètres : 17 480 kHz à 17 900 kHz, radiodiffusion mondiale
- Bande des 15 mètres : 18 900 kHz à 19 020 kHz, radiodiffusion mondiale
- Bande des 13 mètres : 21 450 kHz à 21 850 kHz, radiodiffusion mondiale
- Bande des 11 mètres : 25 600 kHz à 26 100 kHz, radiodiffusion mondiale 3 ans tous les 11 ans (en fonction des nombreuses éruptions solaires) et le reste des autres années utilisation locale avec des essais en différents modes.

Bandes de radiodiffusion tropicale

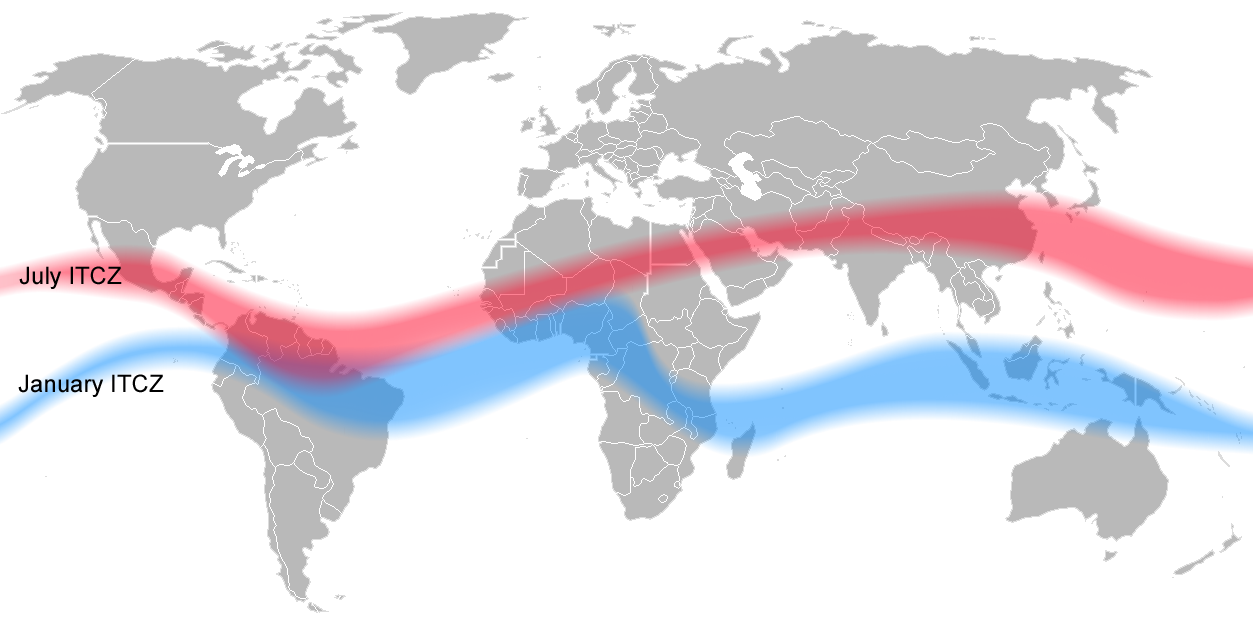
Position de la zone de convergence intertropicale en janvier (en bleu) et en juillet (en rouge)

- Entre les tropiques les bandes en dessous de 2 000 kHz soit plus grandes que 150 mètres sont inutilisables en réception à cause des bruits radioélectriques de la zone de convergence intertropicale. 
En remplacement de la radiodiffusion grandes ondes et petites ondes, les pays dans cette zone de convergence intertropicale utilisent :
- la bande de radiodiffusion tropicale des 120 mètres : 2 300 kHz à 2 495 kHz et 2 505 kHz à 2 550 kHz, (signaux horaires sur la fréquence 2 500 kHz de la longueur d'onde de 120 mètres),
- la bande de radiodiffusion tropicale des 90 mètres : 3 200 kHz à 3 400 kHz,
- la bande de radiodiffusion tropicale des 60 mètres : 4 750 kHz à 4 995 kHz et 5 005 kHz à 5 060 kHz, (signaux horaires sur la fréquence de 5 000 kHz de la longueur d'onde de 60 mètres),

## Radiodiffusion de catastrophe
La radiodiffusion internationale sur ondes courtes en cas de catastrophe est constituée de station d'émission de radiodiffusion pour les secours. Elles sont reçues sur les fréquences : 5 910 kHz, 7 400 kHz, 9 430 kHz, 11 840 kHz, 13 620 kHz, 15 650 kHz, 17 500 kHz, 18 950 kHz, 21 840 kHz, 26 010 kHz.

## Radiodiffusion pirate

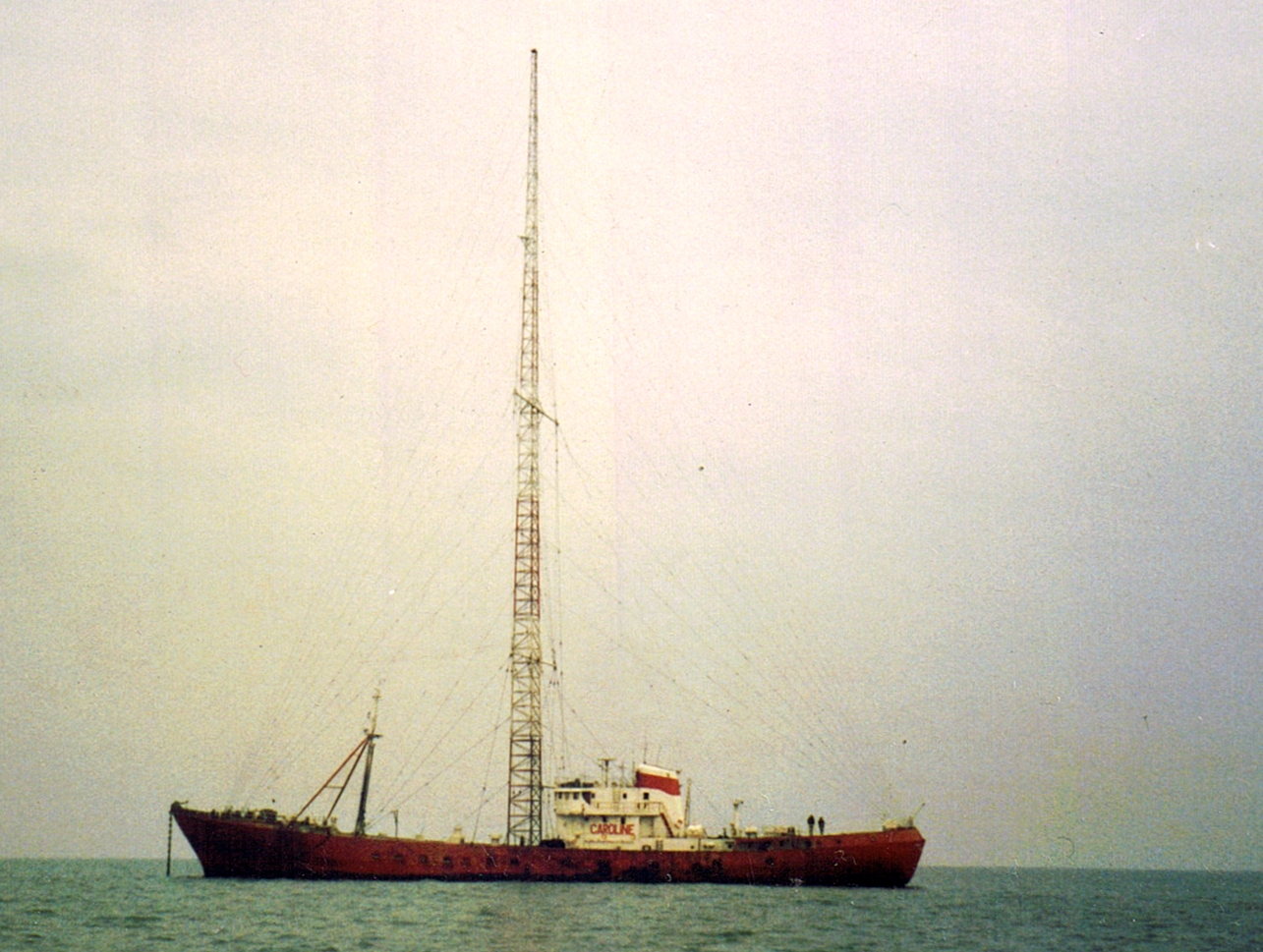
Depuis un bateau ancré dans les eaux internationales de la Mer du Nord au large du Royaume-Uni de 1964 à 1990, la radio pirate « Radio Caroline » retransmettait en continu, essentiellement des programmes interdits de musique anglo-saxonnes, sur les petites ondes « PO ».

Des stations de radiodiffusion pirate sans licence (du CSA donc sans autorisation) émettent en général une heure, un vendredi soir ou un samedi ou un dimanche ou un jour férié. 

Ces stations de radiodiffusion pirate pour atteindre la région désirée utilisent en faible puissance le plus souvent : 
- La fréquence 1 602 kHz en AM sur la longueur d'onde 187 mètres.
- La bande des 60 mètres : 4 750 kHz à 5 060 kHz en AM
- La bande des 49 mètres : 5 900 kHz à 6 200 kHz en AM
- La bande des 41 mètres : 7 200 kHz à 7 450 kHz en AM
- La bande des 11 mètres « bande des citoyens » : 26 965 kHz à 27 405 kHz en AM ou en FM
- La bande de : 88 MHz à 108 MHz en FM

Leurs émissions peuvent être de la diffusion de musiques censurées (exemple la musique pop est interdite dans des pays), des informations diverses, des informations de propagande, des informations de la révolution en cours de la guerre civile, etc.
En France
- Depuis 1982 en radiodiffusion, il y a très peu de radio-pirate (sans licence) en France [5].